# Ischgl Challenger 2004
L'Ischgl Challenger 2004 è stato un torneo di tennis facente parte della categoria ATP Challenger Series nell'ambito dell'ATP Challenger Series 2004.
Il torneo si è giocato a Ischgl in Austria dal 6 al 12 dicembre 2004 su campi in sintetico indoor.

## Vincitori

### Singolare
Dick Norman ha battuto in finale  Daniele Bracciali con il punteggio di 6–1, 3–6, 6–1

### Doppio
Leonardo Azzaro /  Christopher Kas hanno battuto in finale  Gianluca Bazzica /  Massimo Dell'Acqua con il punteggio di 7–5, 6–3